# Aldo Ino Ilešič
Aldo Ino Ilešič (1 de septiembre de 1984 en Ptuj), es un ciclista esloveno, profesional desde 2004 y miembro del equipo Astellas Cycling Team.

## Palmarés
2003
- 1 etapa del Tour de Eslovenia

2004
- 1 etapa del Tour de Olympia

2006
- 1 etapa del Giro de las Regiones
- 1 etapa de la Carrera de la Solidaridad y de los Campeones Olímpicos

2008
- Porec Trophy
- Belgrado-Banja Luka I

2010
- 3 etapas del Tour de Marruecos
- 1 etapa de la Vuelta a México
- 2 etapas del Tour de Río

2012
- 1 etapa de la Vuelta al Lago Qinghai
- 1 etapa del Tour de Río
- 1 etapa del Tour de China I

## Equipos
- Perutnina Ptuj (2004-2007)
- Sava (2008)
- Team Type 1-Sanofi (2009-2012)
- UnitedHealthcare Pro Cycling Team (2013-2014)
- Team Vorarlberg (2015)
- Astellas Cycling Team (2016)